# Щитковые кобры
Щитковые кобры (лат. Aspidelaps) — род ядовитых змей из семейства аспидов (Elapidae).
Щитковые кобры являются роющими животными, поэтому имеют увеличенный межчелюстной щиток, спереди косо срезанный, а сзади расширенный, а его боковые края выступают поверх рыла. Капюшон развит не так хорошо, как у представителей рода Настоящие кобры (Naja).

## Классификация
В состав рода включают 2 вида.
- Aspidelaps lubricus Laurenti, 1768 — Южноафриканская щитковая кобра
- Aspidelaps scutatus A.Smith, 1849 — Обыкновенная щитковая кобра